# Gergely Kis
Gergely Kis (n. 1738, Păsăreni, Mureș, România – d. 25 aprilie 1787, Odorheiu Secuiesc, Harghita, România) a fost un pastor reformat secui, directorul învățământului reformat din Transilvania în secolul al XVIII-lea.

## Studii
A fost elev al Colegiului Reformat din Târgu Mureș, după care a studiat teologia la Viena și Basel.